# Paramount Global
A Paramount Global (adotando como nome comercial simplesmente Paramount) foi um conglomerado de mídia e entretenimento multinacional dos Estados Unidos, controlado pela National Amusements e sediado no One Astor Plaza, em Nova Iorque. A companhia foi criada em 4 de dezembro de 2019 sob o nome ViacomCBS, a partir da fusão entre a CBS Corporation e a Viacom, empresas originadas da cisão da Viacom original em 2005. A adoção do nome Paramount Global ocorreu em 16 de fevereiro de 2022.
Entre seus principais ativos destacavam-se a Paramount Pictures, a rede de televisão CBS, a Paramount Media Networks (que controlava canais como MTV, Nickelodeon, Comedy Central e Showtime) e o BET Media Group, além da divisão Paramount Streaming, responsável pelo Paramount+ e pela Pluto TV. No exterior, mantinha operações relevantes por meio da Paramount International Networks, que administrava versões internacionais de seus canais pagos e redes de televisão em diversos países, incluindo a argentina Telefe, a chilena Chilevisión, o Channel 5 no Reino Unido e a australiana Network 10. Em 2019, a Paramount operava mais de 170 canais de televisão e alcançava cerca de 700 milhões de assinantes em 180 países.
Em julho de 2024, a Paramount iniciou negociações para uma fusão tripartite com a Skydance Media e a National Amusements. O acordo resultou na criação da Paramount Skydance Corporation, aprovada em julho de 2025 e concluída em agosto do mesmo ano.

## História

### Antecedentes
A Paramount Pictures, a CBS e a Viacom tinham um histórico de associação uma com a outra por meio de uma série de várias fusões e cisões corporativas. A Paramount Pictures foi fundada em 1912 como a Famous Players Film Company. A CBS foi fundada em 1927, na qual a Paramount Pictures detinha 49% de participação de 1929 a 1932. Em 1952, a CBS formou a CBS Films, uma divisão que administrava os direitos de distribuição da acervo de produções da CBS. Esta divisão foi renomeada CBS Enterprises Inc. em janeiro de 1968 e novamente renomeada Viacom em 1970. Em 1971, esta divisão de redifusão foi desmembrada em meio às novas regras da FCC que proibiam as redes de televisão de possuir empresas de sindicação, que foram abolidas completamente em 1993. Em 1985, a Viacom adquiriu a participação da Warner Communications e da American Express na MTV Networks e na Showtime/The Movie Channel, Inc., tornando-se a única proprietária. Em 1986, a Viacom foi adquirida pela operadora de salas de cinema National Amusements.
Enquanto isso, a Paramount Pictures foi adquirida pela Gulf and Western Industries em 1966, que se renomeou como Paramount Communications em 1989. Em 1994, a Viacom adquiriu a Paramount Communications.
Em 1999, a Viacom fez sua maior aquisição até então ao anunciar planos de fusão com a CBS Corporation, outrora Westinghouse Electric Corporation, que havia adquirido a CBS em 1995. A fusão foi concluída em 2000, resultando na reunião da CBS com sua antiga divisão de distribuição. Em 3 de janeiro de 2006, a Viacom foi dividida em duas empresas: CBS Corporation, a sucessora corporativa da primeira e a empresa desmembrada da Viacom que herdou seu nome.

### Segunda fusão entre Viacom e CBS Corporation
Em 29 de setembro de 2016, a National Amusements, a empresa-mãe da CBS Corporation e da Viacom, escreveu às diretorias da Viacom e da CBS incentivando as duas empresas a se fundirem novamente em uma empresa. Em 12 de dezembro, o negócio foi cancelado. Em 12 de janeiro de 2018, a CNBC informou que a Viacom havia reiniciado as negociações para se fundir novamente à CBS Corporation, após a fusão da AT&T com a Time Warner e a proposta de aquisição da 21st Century Fox pela Disney ter sido anunciada. A Viacom e a CBS também enfrentavam forte concorrência de empresas como Netflix e Amazon. Pouco depois, foi informado que a empresa combinada poderia ser uma pretendente para adquirir o estúdio de cinema Lionsgate. Viacom e Lionsgate estavam ambas interessadas em adquirir The Weinstein Company. Após o Efeito Weinstein, a Viacom foi listada como um dos 22 potenciais compradores interessados em adquirir a TWC. Eles perderam a licitação e, em 1º de março de 2018, foi anunciado que Maria Contreras-Sweet iria adquirir todos os ativos da TWC por US$ 500 milhões. Lantern Capital posteriormente adquiriu o estúdio.
Em 30 de março de 2018, a CBS fez uma oferta de todas as ações ligeiramente abaixo do valor de mercado da Viacom, insistindo que sua então diretoria, incluindo o presidente e CEO de longa data Les Moonves, supervisionasse a empresa reunida. A Viacom rejeitou a oferta como muito baixa, solicitando um aumento de US$ 2,8 bilhões e que Robert Bakish fosse mantido como presidente e COO sob Moonves. Esses conflitos resultaram de Shari Redstone buscar mais controle sobre a CBS e sua diretoria.
Eventualmente, em 14 de maio de 2018, a CBS Corporation processou sua empresa controladora da Viacom, a National Amusements, e acusou Redstone de abusar de seu poder de voto na empresa e forçar uma fusão que não foi apoiada por ela ou pela Viacom. A CBS também acusou Redstone de desencorajar Verizon Communications de adquiri-la, o que poderia ter sido benéfico para seus acionistas. Em 23 de maio de 2018, Les Moonves explicou que considerava os canais da Viacom um "albatroz" e, embora ele favorecesse mais conteúdo para CBS All Access, ele acreditava que lá foram acordos melhores para a CBS do que a fusão com a Viacom, como Metro-Goldwyn-Mayer, Lionsgate ou Sony Pictures. Moonves também considerava Bakish uma ameaça porque não queria um aliado de Shari Redstone como membro do conselho da empresa combinada.
Em 9 de setembro, Les Moonves saiu da CBS após várias acusações de agressão sexual. A National Amusements concordou em não fazer propostas de fusão CBS-Viacom por pelo menos dois anos após a data do acordo.
Em 30 de maio de 2019, a CNBC informou que a CBS Corporation e a Viacom explorariam as discussões de fusão em meados de junho de 2019. A diretoria da CBS foi reformulada com pessoas que estavam abertas à fusão; a fusão foi possível com a renúncia de Moonves, que se opôs a todas as tentativas de fusão. As conversas começaram após rumores de que a CBS iria adquirir a Starz da Lionsgate. Relatórios disseram que a CBS e a Viacom supostamente estabeleceram 8 de agosto como um prazo informal para chegar a um acordo para recombinar as duas empresas de mídia. CBS anunciou a aquisição da Viacom como parte do acordo de fusão por até US $ 15,4 bilhões. Em 2 de agosto de 2019, foi relatado que a CBS e a Viacom concordaram em se fundir novamente em uma única entidade. Ambas as empresas chegaram a um acordo sobre a equipe de gestão para a fusão, com Bob Bakish atuando como CEO da empresa combinada com presidente e CEO em exercício , Joseph Ianniello, supervisionando os ativos da marca CBS. Em 7 de agosto de 2019, CBS e Viacom relataram separadamente seus relatórios trimestrais ganhos à medida que as conversas sobre a fusão continuavam.

### Início das operações
Em 13 de agosto de 2019, a CBS e a Viacom anunciaram oficialmente sua fusão; a empresa combinada deveria se chamar ViacomCBS, com Shari Redstone atuando como presidente. Após o acordo de fusão, a Viacom e a CBS anunciaram em conjunto que a transação deverá ser concluída até o fim de 2019, com aprovações regulatórias e dos acionistas pendentes. A fusão exigiu a aprovação da Federal Trade Commission.
Em 28 de outubro de 2019, a fusão foi aprovada pela National Amusements, que então anunciou que o negócio seria fechado no início de dezembro; a empresa recombinada negociará suas ações em NASDAQ sob os símbolos "VIAC" e "VIACA" após a CBS Corporation retirar suas ações da Bolsa de Valores de Nova York. Em 25 de novembro de 2019, a Viacom e a CBS anunciaram que a fusão seria fechada em 4 de dezembro e comece a negociar na NASDAQ no dia seguinte. Em 4 de dezembro de 2019, Bakish confirmou que a fusão da ViacomCBS havia sido fechada. Em 10 de dezembro de 2019, Bakish anunciou que a ViacomCBS iria desinvestir Black Rock, o prédio que abrigava a sede da CBS desde 1964. Ele afirmou: "Black Rock não é um ativo que precisamos possuir e acreditamos esse dinheiro seria melhor usado em outro lugar. " Em 20 de dezembro de 2019, a ViacomCBS concordou adquirir uma participação minoritária de 49% no estúdio de cinema Miramax do beIN Media Group por US $ 379 milhões. Como parte da compra, a Paramount Pictures fechou um acordo de longo prazo para os direitos de distribuição exclusiva de sua biblioteca e first-look acordos para co-desenvolver novos projetos de cinema e televisão com base em propriedades de propriedade da Miramax.
Em 2 de março de 2020, o vice-presidente executivo Dana McClintock anunciou que deixaria a empresa após 27 anos na CBS Communications. Em 4 de março, a empresa anunciou planos de potencialmente vender sua unidade de publicação Simon & Schuster, com Bakish argumentando que faltava uma "conexão significativa para nossos negócios mais amplos.”  Em 19 de junho de 2020, Jaime Ondarza, ex-vice-presidente sênior da Turner Broadcasting Sul da Europa e África, tornou-se o novo chefe da ViacomCBS Networks International para França, Espanha, Itália, Oriente Médio, Grécia e Turquia.
Em 4 de agosto de 2020, a ViacomCBS anunciou que a plataforma de publicidade de vídeo conectada EyeQ será lançada neste outono. m 14 de setembro de 2020, a ViacomCBS anunciou um acordo para vender CNET para Red Ventures por US$ 500 milhões. O negócio incluirá o site de tecnologia CNET de mesmo nome, bem como ZDNet, GameSpot, os ativos digitais Guia de TV, Metacritic e Chowhound. O negócio foi fechado em 30 de outubro de 2020.
Em 17 de novembro de 2020, empresas como Vivendi, Penguin Random House e HarperCollins avaliaram a possibilidade de adquirir a Simon & Schuster por até US$ 1,7 bilhão, sendo esperado que as propostas fossem apresentadas até 26 de novembro daquele ano. Em 25 de novembro de 2020, a Penguin Random House concordou em comprar Simon & Schuster por US$ 2,175 bilhões. Entretanto, em novembro de 2022, a fusão entre as duas editoras foi cancelada após decisão judicial que apontou risco à concorrência no mercado editorial nos EUA, com a Penguin pagando US$ 200 milhões à Paramount Global.

### Mudança para Paramount Global
Em 15 de fevereiro de 2022, durante uma apresentação a investidores, a ViacomCBS anunciou que mudaria seu nome para Paramount Global, efetivo no dia seguinte. Em comunicado interno, a empresa afirmou que a mudança visava aproveitar a "marca global icônica" e refletir sua identidade, aspirações e valores. Desde então, a companhia passou a operar principalmente como Paramount.
Em 15 de agosto de 2022, a Nexstar anunciou a aquisição de 75% da rede The CW, ficando os 25% restantes divididos igualmente entre Paramount e Warner Bros. Discovery. Como o negócio não requeria aprovações regulatórias, a Nexstar assumiu imediatamente o controle operacional da rede. A transação foi concluída em 3 de outubro, com o CEO Mark Pedowitz deixando o cargo e Dennis Miller assumindo como presidente da The CW. A CBS News and Stations anunciou em 5 de maio de 2023 que suas oito emissoras afiliadas à The CW se tornariam independentes a partir de 1º de setembro.
Em 7 de agosto de 2023, a Paramount anunciou a venda da editora Simon & Schuster para a firma de capital privado KKR por US$ 1,6 bilhão em dinheiro, concluída em 30 de outubro do mesmo ano.

### Fusão com a Skydance Media
Em dezembro de 2023, surgiram negociações preliminares envolvendo a Paramount Global e a Warner Bros. Discovery, mas sem avanço. No início de 2024, a National Amusements iniciou tratativas para uma possível venda ou fusão da Paramount, recebendo propostas da Skydance Media, Sony Pictures e Apollo Global Management.
Em 29 de abril de 2024, Bob Bakish deixou o cargo de presidente e CEO, sendo substituído por um comitê executivo formado por Brian Robbins, George Cheeks e Chris McCarthy. Segundo o Los Angeles Times, a saída teria sido motivada pela oposição de Bakish ao acordo com a Skydance.
Após várias mudanças nos termos e desistências parciais, a Skydance e a National Amusements chegaram, em julho de 2024, a um acordo para uma fusão tripartite entre Skydance, National Amusements e Paramount Global, criando a “Nova Paramount”. O negócio, avaliado em US$ 28 bilhões, previa David Ellison como presidente e CEO, e Jeff Shell como presidente da nova companhia.
Em agosto de 2024, a Paramount anunciou cortes de 15% de sua força de trabalho e o fechamento da Paramount Television Studios. Em novembro, foi confirmado que Shari Redstone deixaria a empresa após a fusão.
Em julho de 2025, a Paramount concordou em pagar US$ 16 milhões para encerrar um processo movido por Donald Trump, que alegava manipulação de edição em uma entrevista do 60 Minutes com Kamala Harris, sua adversária nas eleições de 2024. Pouco depois, Stephen Colbert, apresentador do The Late Show, ironizou o pagamento, chamando-o de “suborno gordo” a Trump. Três dias depois, a Paramount anunciou o cancelamento do programa, embora registros indicassem que a decisão já havia sido comunicada a seu empresário em junho. O Sindicato dos Roteiristas dos Estados Unidos pediu que a procuradora-geral de Nova Iorque investigasse o caso, suspeitando que o cancelamento teria como objetivo agradar o governo Trump em troca de facilidades para a aprovação da fusão.
Em 24 de julho de 2025, a Comissão Federal de Comunicações aprovou a fusão da Paramount Global com a Skydance Media. Como condição da aprovação, a empresa se comprometeu com a contratação de um ombudsman independente para monitorar denúncias de viés jornalístico e a evitar políticas de diversidade, equidade e inclusão.
Em 7 de agosto de 2025, a Paramount Global e a Skydance Media concluíram a fusão de US$ 8,4 bilhões, criando a Paramount Skydance Corporation.

## Ativos
A Paramount se estruturava em sete unidades principais:
- A Paramount Pictures foi a divisão homônima da empresa e se concentrou na produção e distribuição de filmes; além do principal selo Paramount Pictures, a divisão também lançou filmes sob os selos Paramount Animation e Paramount Players. A divisão ainda produziu programas de televisão por meio da Paramount Television Studios.
- A Paramount Media Networks englobou os canais de televisão pagos de propriedade da Paramount nos Estados Unidos, como MTV, Nickelodeon, Showtime, BET, Comedy Central, TV Land, Paramount Network, Logo, CMT, Pop TV, Smithsonian Channel, VH1, The Movie Channel e Flix. A divisão também controlou as instalações de produção desses canais, incluindo MTV Entertainment Studios e Nickelodeon Animation Studio.
- A Paramount International Networks abrangeu as operações internacionais da empresa, incluindo versões estrangeiras de alguns de seus canais, bem como redes de televisão em determinados países, como o Channel 5 no Reino Unido, a Network 10 na Austrália, a Telefe na Argentina e a Chilevisión no Chile. Essa unidade também incluía todos os canais da marca CBS na Europa, em copropriedade com a AMC Networks International.
- A Paramount Streaming voltou-se para os serviços globais de streaming e para as propriedades da Internet da empresa. Essa divisão englobou Paramount+, Pluto TV, Showtime, CBS News 24/7, CBS Sports HQ, BET+ e Noggin.
- O Paramount Global Distribution Group concentrou-se na distribuição e no licenciamento global de todos os programas produzidos pelos estúdios da Paramount.
- O CBS Entertainment Group consistiu nos ativos da marca CBS, incluindo a rede de televisão homônima, CBS News and Stations, CBS Sports, CBS Studios, CBS Media Ventures e Big Ticket Television. A unidade também possuía 12,5% da rede de televisão The CW, em copropriedade com a Warner Bros. Discovery e a Nexstar Media Group.
- A Paramount Experiences concentrou-se na comercialização e no licenciamento de produtos relacionados às marcas de propriedade da Paramount. A divisão foi composta pela Paramount Consumer Products e também incluiu alguns parques temáticos.[80]